# 亞特蘭提斯之謎
《亞特蘭提斯之謎》是由LucasArts於1992年發行，以母公司盧卡斯影業所創造的電影角色「印第安納·瓊斯」為題材所改編的冒險遊戲。
內容描述考古冒險家印第安納·瓊斯博士與他的夥伴友人，一同前往找尋傳說中消失的亞特蘭提斯古城，並且設法阻止納粹一方人士企圖利用亞特蘭提斯的文明力量來用於戰爭。

## 方法
作品使用的遊戲引擎與前一次LucasArts所推出《印第安納·瓊斯》系列冒險遊戲《聖戰奇兵》相同，皆是採用「SCUMM」。操作方面是把將遊玩中會需要的行動指令擺放在畫面下方作為選單讓玩家使用。
在遊玩過程中有提供多種方法來突破關卡，例如智力（Wits）方式是讓玩家操作印第安納·瓊斯來設法解出所有的謎題、打鬥（Fists）方式為讓瓊斯主要透過肉搏戰擊敗敵方來減少解謎步驟、團隊（Team）方式則是操作瓊斯外的其他角色來協助解謎。

## 劇情
在二次大戰剛爆發的期間，某日印第安納·瓊斯接收到一位自稱是名叫史密斯（Smith）的考古學教授的委託；想請瓊斯替他找出一座小雕像。當瓊斯找出雕像時，史密斯拿出放在身上的密鑰將雕像給開啟；取出蔵在雕像裡的神祕金屬，之後史密斯便拿出槍具威脅瓊斯來逃離。隨後瓊斯發現對方逃離時遺留了外套，在外套裡瓊斯找到了一份識別證件和雜誌，在識別證件上得知對方真正身份是一位名叫克勞茲·克納（Klaus Kerner）的納粹人士、雜誌裡則有過去瓊斯與他的女性助理蘇菲·哈普古德（Sophia Hapgood）一同探索考古的報導。
為了避免夥伴成為克勞茲下一個狙擊目標，瓊斯趕緊跑到紐約市來找尋蘇菲。在瓊斯找到蘇菲後，雖然他們發現克勞茲已將蘇菲的住所給洗劫，但蘇菲向瓊斯表示她胸前所掛項鍊才是與亞特蘭提斯文明相關的重要物品。得知納粹想利用亞特蘭提斯文明的力量來用於戰爭上，蘇菲便透過胸前項鍊來呼喚亞特蘭提斯過去君主諾爾·亞伯·賽爾（Nur-Ab-Sal）的靈魂來給予他們提示，之後瓊斯便與蘇菲聯手一同展開阻止納粹、找尋亞特蘭提斯文明的冒險。

## 製作

### 構思
在LucasArts敲定開發繼《聖戰奇兵》後的下一款印第安納·瓊斯系列的圖形冒險遊戲時，賀爾·巴伍德被選為新遊戲的開發總監。雖然賀爾在此之前僅有開發過兩款遊戲，但賀爾所擁有的擔任過電影製片與劇本編寫經歷成為他中選成因。
起初遊戲劇情想改編過去由克里斯·哥倫布所撰寫；而最後未採用在印第安納·瓊斯系列電影上的劇本，但賀爾閱讀該劇本內容後認為不合乎需求，便想替遊戲構思一份新的原創劇本。隨後赫爾與開發團隊夥伴諾亞·費爾斯登前往電影導演喬治·盧卡斯的工作地點天行者牧場，想找尋能夠成為遊戲裡被眾人所爭奪之重要物品的靈感來源時，他們注意到一張描繪著在亞特蘭提斯文明裡；有著將城市各建築在三塊同心圓區域的圖像，便決定將亞特蘭提斯作為此遊戲的背景舞台。
作品內容中有從大量偽科學方面的書刊裡來獲取靈感，另外像古希臘哲學家柏拉圖的對話錄中《蒂邁歐篇》及《克堤拉斯篇》、和美國民粹主義作家伊格內修斯·唐納利的《Atlantis: The Antediluvian World》，皆有對遊戲裡關於亞特蘭提斯的場景描述產生影響。而神話物質山銅在劇情裡所提及的奇妙屬性，引用自俄國神智學家海倫娜·布拉瓦茨基的一些出版著作。至於美國預言家愛德加·凱西生前對於亞特蘭提斯文明的看法敘述，則套用到遊戲中所出現的巨型銅像驅動方式。
遊戲名稱也來自於賀爾的點子，因賀爾當時不希望遊戲會被取名成像《印第的下一個大冒險》（Indy's Next Adventure）這樣如此地簡單名稱。後續雖然曾有舉行過一場構想出比《亞特蘭提斯之謎》更好名稱的討論會議，但最後仍沒有比賀爾更棒的想法而沿用。
開發專案約於1990年初期間開始進行，中間曾因費爾斯登構想出讓遊戲有智力、打鬥、團隊等三種模式玩法而多花上半年時間，最後則在1992年夏季完成推出。

### 美術
威廉·厄肯（William Eaken）負責遊戲裡所出現的亞特蘭提斯文物造型，過去歷史上在愛琴海一帶發展的米諾斯文明則作為他的主要參考，而賀爾·巴伍德則有提出儘量讓遊戲裡的亞特蘭提斯文物有著像是來自外星球文明的感覺。盒裝封面部份則受到多次替印第安納·瓊斯系列電影繪製海報的插畫家德魯·史杜山影響，由威廉花費三天的時間模仿對方風格所繪製。
遊戲裡的256色色階背景主要透過美商藝電繪圖軟體《Deluxe Paint》製成，雖然有約一成的畫面於遊戲開發週期末段是直接透過掃描上去。角色的動態表現則由史蒂夫·普賽爾與克萊特·米肖（Collette Michaud）以轉描機技術來完成。

### 配樂
遊戲的配樂由克林特·班加吉安、彼得·麥康奈爾、麥可·蘭德三人共同創作，其中約翰·威廉斯先前為印第安納·瓊斯系列電影製作的主題曲《The Raiders March》有被克林特等人給引用改編。

## 發行
《亞特蘭提斯之謎》先於1992年夏季發行軟碟片版本，且LucasArts也有另推出同名的動作版遊戲。而在隔年發行了帶有角色配音的光碟片版本，當時配音製作是在美國廣播電視藝人協會裡進行；共錄下約8千多行的對白，至於在電影裡飾演印第安納·瓊斯的演員哈里遜·福特則並未參與遊戲配音，而是請替代演員道格·李（Doug Lee）擔任。
LucasArts之後曾打算推出在Mega-CD主機平台上的移植版本，但因考慮到先前製作的冒險遊戲《猴島的秘密》在該平台上未能熱賣而取消。
在遊戲推出多年後，以數位發行形式銷售的版本則在2009年6月期間於Steam、以及2014年10月底於GOG.com等軟體分發平台重新上市。

## 評價
美國遊戲雜誌《龍》方面評論這是一款令人驚豔、深思的遊戲，並讚賞作品所包含的智力、打鬥、以及團隊的三種遊玩方式，其中團隊模式被認為是最有趣的內容。另一雜誌《電腦遊戲世界》認為此遊戲劇本內容的強度足以改編在《印第安納·瓊斯》系列電影續作，而遊戲裡三種遊玩方式徹底滿足到玩家所想的需求，雖然以像素化呈現的遊戲角色以及缺乏語音表現讓作品有些失分，但整體上是個豐富精心製作的遊戲；必且比上一款《印第安納·瓊斯》系列冒險遊戲《聖戰奇兵》更好。《QuestBusters》則肯定此遊戲不僅是LucasArts在此之前最好的作品；也可能會是過去至今最棒的冒險遊戲，認為以8位元256種色彩完美呈現出亞特蘭提斯的氣氛，其中音效表現也像是讓人在觀賞一齣電影，除認為是所有冒險遊戲愛好者必玩作品之外；也與當年度另一款冒險遊戲《地下創世紀：冥河深淵》重新替此型態遊戲下了新的定義。
報章方面馬來西亞的《新海峽時報》對於遊戲畫面細緻度的表現感到滿意，且與遊戲雜誌《龍》同樣認為團隊模式是遊戲裡最棒的玩法，整體方面認為比LucasArts前一年推出的冒險遊戲《猴島小英雄2：老查克的復仇》更好。
在1993年所推出帶有角色配音效果的《亞特蘭提斯之謎》光碟版，則被雜誌《電腦遊戲世界》認為不同於其它廠商僅是將磁片版遊戲內容複製到光碟上，光碟版《亞特蘭提斯之謎》做了相當程度的變更，所添加的語音效果彷彿像從無聲電影進入到有聲電影境界的模樣，而LucasArts做出了另人無可挑剃的成果。而英國以報導Amiga主機相關新聞的《Amiga Format》雜誌也認為這是在該平台上所出現最好的冒險遊戲。《亞特蘭提斯之謎》之後亦有被遊戲開發者大會入選為93年度獎項提名的作品。

## 後續
此遊戲推出後賀爾·巴伍德曾打算與喬·潘尼（Joe Pinney）、比爾·史東漢姆（Bill Stoneham）、亞瑞克·威爾穆德（Aric Wilmunder）等人開發一款名為《鐵鳳凰》（Indiana Jones and the Iron Phoenix）的印第安納·瓊斯系列冒險遊戲。該遊戲內容是描述在二次大戰結束後不久，納粹的殘餘人士潛逃到玻利維亞時，企圖找尋一顆賢者之石來將他們的元首阿道夫·希特勒給復活。該專案在開發了15個月後雖曾於歐洲電腦貿易展上公開出，但隨後德國一方的協調者認為遊戲廣泛針對新納粹主義方面議題而過於敏感，加上德國是LucasArts公司冒險遊戲裡重要的海外市場，為了避免引發爭論而取消開發。不過《鐵鳳凰》的故事往後有由卡通畫家李·瑪爾斯（Lee Marrs）在黑馬漫畫上於1994年至1995年期間改編發行。
隨後LucasArts公司將印第安納·瓊斯系列冒險遊戲外包給加拿大的一間工作室，計劃製作名為《命運之矛》（Indiana Jones and the Spear of Destiny）；以朗基努斯槍為主題的作品。該專案雖然最後在沒有外部團隊監督的情況下無疾而終，仍也有被漫畫劇本家艾蓮·李（Elaine Lee）將遊戲劇情於1995年4月至6月期間在黑馬漫畫上發行。